# 동이초등학교
동이초등학교는 대한민국 충청북도 옥천군 동이면 평산리에 있는 공립 초등학교이다.

## 학교 연혁
- 1936년 4월 20일 동이공립보통학교 개교
- 1938년 4월 1일 동이공립심상소학교로 개칭
- 1941년 4월 1일 동이공립국민학교로 개칭(4.30, 1회졸업, 40명)
- 1981년 4월 1일 병설유치원 개원
- 1994년 3월 1일 우산국민학교가 동이국민학교 분교장으로 통합
- 1996년 3월 1일 동이초등학교로 교명 개칭
- 2002년 3월 1일 9학급 편성(우산분교장 3학급 포함)
- 2003년 12월 24일 다목적실 준공(꿈나무 동산)
- 2011년 6월 18일 다목적실 인조잔디운동장 준공식
- 2014년 2월 18일 제74회 졸업식 (졸업생 6489명)
- 2015년 2월 18일 제75회 졸업식 (졸업생 6494명)
- 2015년 3월 1일 제29대 하경섭 교장 부임
- 2015년 3월 2일 12학급 편성(본교 7학급(특수1). 분교 5학급)
- 2016년 2월 19일 제76회 졸업식(제76회) (초등8(1) / 유치원4(3))
- 2017년 2월 10일 제77회 졸업식 (본교 8명 / 분교 1명)

## 참고 자료
- 동이초등학교 - 한국교육학술정보원 학교알리미